# Une poignée de plombs
Pour plus de détails, voir Fiche technique et Distribution.
Une poignée de plombs (Death of a Gunfighter) est un western américain de Don Siegel et Robert Totten, adapté du roman de Lewis B. Patten, et sorti en 1969 sous leur pseudonyme d'Alan Smithee.

## Synopsis
Shérif depuis vingt ans à Cottonwood Springs, Frank Patch fait aujourd'hui l'objet dans sa ville d'une forte hostilité face à ses méthodes d'une autre époque. Son seul soutien est Claire, avec laquelle il a une liaison, et qui tient le saloon. La mort d'un certain Luke Mills va être l'élément déclencheur de la venue du shérif du comté, Lou Trinidad.

## Fiche technique
- Titre : Une poignée de plombs
- Titre original : Death of a Gunfighter
- Réalisation : Don Siegel, Robert Totten
- Assistant réalisation : Joe Boston
- Scénario : Joseph Calvelli, Lewis B. Patten
- Producteurs : Kenneth L. Grossman, Richard E. Lyons
- Musique : Oliver Nelson
- Directeur de la photographie : Andrew Jackson
- Costumes : Helen Colvig
- Ingénieurs du son : Melvin M. Metcalfe Sr., Waldon O. Watson
- Montage : Robert F. Shugrue
- Direction artistique : Alexander Golitzen, Howard E. Johnson
- Décors : Sandy Grace, John McCarthy Jr.
- Genre : Western
- Durée : 91 minutes
- Société de Production : Universal Pictures
- Dates de sortie : 
  - États-Unis : 9 mai 1969
  - France : 16 juillet 1969
- Affiche : René Ferracci (France)

## Distribution
- Richard Widmark (VF : Roger Rudel) : Shérif Frank Patch
- Lena Horne (VF : Nelly Benedetti) : Claire Quintana
- Carroll O'Connor (VF : Claude Bertrand) : Lester Locke
- David Opatoshu (VF : Albert Médina) : Edward Rosenblum
- Kent Smith (VF : Michel Gudin) : Andrew Oxley
- Jacqueline Scott (VF : Estelle Gérard) : Laurie Mills
- Morgan Woodward (VF : Gérard Férat) : Ivan Stanek
- Larry Gates (VF : Louis Arbessier) : Major Chester Sayre
- Dub Taylor : Doc Adams
- John Saxon (VF : Serge Lhorca) : Lou Trinidad
- Darleen Carr (VF : Michèle Dumontier) : Hilda Jorgenson
- Michael McGreevey (VF : Dominique Collignon-Maurin) : Dan Joslin
- Royal Dano (VF : René Bériard) : Arch Brandt
- James Lydon (VF : Jean Berton) : Luke Mills
- Kathleen Freeman (VF : Lita Recio) : Mary Elizabeth
- Harry Carey Jr. : Révérend Rork
- Amy Thomson (VF : Perrette Pradier) : Angela
- Mercer Harris (VF : Patrick Dewaere) : Will Oxley
- James O'Hara (VF : Jacques Thébault) : Père Sweeney
- Walter Sande (VF : Émile Duard) : Paul Hammond
- Victor French (VF : Raymond Loyer) : Phil Miller
- Robert Sorrells : Chris Hogg
- Charles Kuenstle : Roy Brandt
- Sara Taft : Femme mexicaine